# Самсон Годвін
Самсо́н Го́двін (англ. Samson Godwin, нар. 11 листопада 1983, Варрі, Нігерія) — нігерійський футболіст, опорний півзахисник. Більшість кар'єри провів у львівських «Карпатах», увійшовши до історії клубу як леґіонер, що провів найбільше ігор у складі команди.

## Біографія
Народився 11 листопада 1983 року у місті Варрі (штат Дельта, Нігерія). Ґодвін починав кар'єру у клубі «Ґаброс Інтернешнл» (у 2005 році команда вибула з найвищої ліги) із сусіднього штату Анамбра. Першим європейським клубом стала команда третьої польської ліги (відповідник другої української) ББТС (Бєльсько-Б'яла). Там Самсон Ґодвін провів сезон 2000/2001. Під час літнього міжсезоння 2001 р. почав тренувався разом із командою першої (найвищої ліги) ГКС із Катовиць. Але на поле в матчах першої половини сезону 2001/2002 він не вийшов і не зіграв жодної офіційної гри. Взимку перейшов до львівських «Карпат».

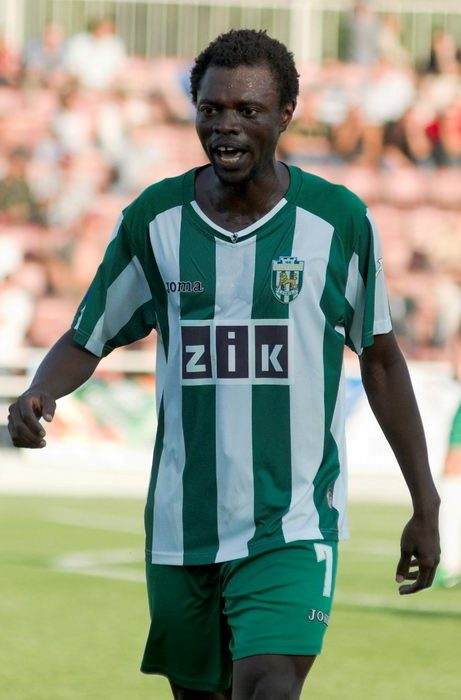
Самсон Ґодвін під час виступів за «Карпати». 23 серпня 2009 року

З початку 2002 року грав у «Карпатах». Після сезону 2003/04, коли клуб понизився у класі, більшість ключових гравців (серед них чимало іноземців) залишили команду, та президент клубу Петро Димінський переконав Ґодвіна залишитись у львівській команді. Сезон 2004/05 «Карпати», оновлені молодими місцевими футболістами, завершили на 5 місці, а вже наступного посіли 2-ге місце і повернулись до «вишки». На півфінальний матч кубка України проти «Динамо» до Львова приїжджав головний тренер збірної Нігерії Авґустин Еґуавон. До того півзахисник провів за збірну провів 1 гру (товариський матч проти Ямайки 2003 року).
У першій половині сезону 2008/09 на позиції опорного півзахисника Ґодвіна витіснив зі складу молодий Андрій Ткачук. Врешті-решт, у грудні 2008 року керівництво «Карпат» виставило футболіста на трансфер. У кінці січня 2009 року оприлюднено інформацію, згідно з якою гравець підписав контракт з ізраїльським клубом «Маккабі» (Тель-Авів). Проте футболіст не підійшов клубу і продовжив підготовку до сезону разом з молодіжним складом «Карпат». Перше півріччя 2009 року півзахисник провів в оренді у «Шахтарі» (Караганда).
Влітку 2010 року повернувся до «Карпат», де знову став футболістом основного складу та допоміг команді за підсумками сезону 2009/10 вибороти путівку до єврокубків. Самсон Ґодвін упродовж багатьох років був одним із ключових гравців львівського клубу в центрі поля, ставши ветераном команди та рекордсменом за кількістю проведених ігор серед легіонерів «Карпат» усіх часів. Виступав під номером 7.
Ще в липні 2008 звернувся до керівництва «Карпат» з проханням підготувати документи щодо зміни громадянства — нігерійський півоборонець вирішив отримати український паспорт. У листопаді 2010-го, підписавши новий 3-річний контракт, футболіст підтвердив, що бажає після завершення кар'єри у «Карпатах» хоче залишитися жити в місті: «Моя дружина львів'янка, тут мій дім».
Першу половину сезону 2011/12 мав провести на правах оренди в клубі «Волинь» (Луцьк), але вже після двох ігор Віталій Кварцяний вирішив повернути футболіста до Львова.
У червні 2012 року підписав контракт з білоруським клубом «Мінськ». За даними сайту goals.by Ґодвін уже отримав український паспорт, тому виступатиме в Білорусі як громадянин України, але футболіст спростував інформацію про зміну громадянства. У чемпіонаті Білорусі 2012 провів 16 матчів і зробив одну результативну передачу.
У квітні 2013 року підписав контракт до кінця сезону з клубом «Славія-Мозир». 16 квітня 2013 року дебютував за нову команду в матчі проти свого колишнього клубу «Мінська» вийшовши на заміну на 77 хвилині. Всього зіграв за мозирську команду 11 матчів в чемпіонаті.
У липні 2013 року повернувся у львівські «Карпати».
13 січня 2014 року завершив кар'єру гравця, продовжив працювати у структурі клубу. Незважаючи на плани працювати селекціонером в клубі, станом на квітень 2015 року займається насамперед роботою з молоддю «Карпат».

## Стиль гри
Вдало вибирав позицію, був чіпким і жорстким під час відбирання м'яча, але деколи грав надто жорстоко та емоційно, через що зачасту отримував червоні картки. Добре бачив ривки партнерів, вчасно і точно віддавав паси. Невпевнено грав головою у повітрі, рідко наважувався на удари по воротах.

## Особисте життя
Протягом 5 років (2004—2009) зустрічався з львів'янкою; вони познайомилися, коли дівчина навчалася на 2 курсі у Львівській комерційній академії, згодом певний час вона жила в Одесі.
2009 року познайомився з іншою львів'янкою, Катериною. Їхнє весілля відбулося 17 грудня 2010 року у Львові, а друга частина відбулася в Нігерії у вузькому колі родичів та друзів Самсона. У грудні 2011 року в подружжя народився син, якого назвали Дем'яном.